# Esquirol del Brasil
L'esquirol del Brasil (Guerlinguetus aestuans) és una espècie d'esquirol del gènere Guerlinguetus endèmica de Sud-amèrica. Viu al nord-est de l'Argentina, el Brasil, la Guiana, la Guiana Francesa, Surinam i Veneçuela. Té una gran varietat d'hàbitats naturals, que van des dels boscos de galeria atlàntiques fins a la selva de l'Amazones. També se'l troba a parcs urbans. Se sap que està afectat per la desforestació i la fragmentació d'hàbitat, però es desconeix si hi ha cap amenaça significativa per a la supervivència d'aquesta espècie.